# De Salamanca a ninguna parte
De Salamanca a ninguna parte és una pel·lícula espanyola documental del 2002 dirigida per Chema de la Peña.

## Sinopsi
Aquest documental analitza la història d'una generació de cineastes, l'anomenat Nou Cinema Espanyol, que es va formar arran de les Converses de Salamanca (1955), i que va intentar mostrar en les seves pel·lícules la realitat social espanyola. Es considera una generació perduda i que no ha estat prou valorada, que va tenir força dificultats en la grisa dècada del 1960 per intentar una tímida obertura en el cinema. Com a mostra en queden les pel·lícules Del rosa al amarillo, de Manuel Summers (1963); La tía Tula, de Miguel Picazo (1963); Nueve cartas a Berta, de Basilio Martín Patino (1965) o La caza, de Carlos Saura (1965). La pel·lícula s'aproxima a les mirades, els records, els silencis, els desitjos i la lluita dels seus protagonistes, que es proposaven fer un cinema diferent, crític, innovador i personal.

## Nominacions
Fou nominada al Goya a la millor pel·lícula documental als XVII Premis Goya.